# Seleção Hondurenha de Voleibol Feminino
A seleção hondurenha de voleibol feminino é uma equipe caribenha composta pelos melhores jogadores de voleibol de Honduras. A equipe é mantida pela Federação Nacional de Voleibol de Honduras. Encontra-se na 90ª posição do ranking mundial da Federação Internacional de Voleibol segundo dados de 6 de setembro de 2021.
Nunca participou de uma edição de Jogos Olímpicos ou Campeonato Mundial. No âmbito continental, estreou no Campeonato da NORCECA em 1989, sendo seu melhor resultado décimo primeiro lugar (1989).